# José Pagniucci
José Pagniucci Zumel (Madrid, 1821-Madrid, 16 de marzo de 1868) fue un artista español, destacó como escultor. Fue alumno de Ponzano (al que ayudó en el diseño del frontón del Congreso de los Diputados). Ingresa como académico de la Real Academia de Bellas Artes de San Fernando en noviembre de 1859 (mediante discurso con el tema: historia de la escultura).

## Biografía
Es hijo de José Pagniucci y Baratta encargado del taller de vaciado en la Academia de Nobles Artes de San Fernando. Pagniucci padre descubrió en su juventud las excelentes disposiciones que tenía su hijo para el dibujo y modelado, es por esta razón por la que ya muy joven asiste a las clases en las aulas de la Academia. En su formación asiste a Roma para aprender escultura. Es allí donde conoce a Ponzano. Regresando a España presenta diversos trabajos en las Exposiciones de la Academia de San Fernando en los años de 1850, 1851 y 1852. Presentó en la Exposición Nacional de 1856 dos estatuas de mármol: Penélope llorando el arco de Ulises á sus amantes, y Pelago. A partir de este instante realiza diversos encargos, uno que le da fama es una estatua de Isabel la Católica realizada para el Congreso de los Diputados. Muere en Madrid de una pulmonía a la edad de 47 años.